# Romanówka (hromada Bajkowce)
Romanówka (ukr. Романівка, Romaniwka) – wieś na Ukrainie, w obwodzie tarnopolskim, w rejonie tarnopolskim, w hromadzie Bajkowce.
Przed 1939 właścicielem majątku w Romanówce był rtm. Jerzy Paweł Olexiński.
Znajduje tu się przystanek kolejowy Romanówka, położony na linii Odessa – Lwów.